# Pseudochondrostoma willkommii
Pseudochondrostoma willkommii és una espècie de peix cipriniforme de la família dels ciprínids.

## Morfologia
- Els mascles poden assolir 40 cm de longitud total[1] i les femelles 20.[2]

## Reproducció
Té lloc a l'abril.

## Alimentació
Menja invertebrats i plantes.

## Hàbitat
És un peix d'aigua dolça i de clima temperat.

## Distribució geogràfica
Es troba al sud de la península Ibèrica.

## Estat de conservació
Es troba amenaçat a causa de la contaminació de l'aigua i a la introducció d'espècies exòtiques.